# Badfinger
Badfinger byla velšská rocková skupina založená v roce 1961 ve Swansea. Jejich nejznámější sestavu tvořili Pete Ham (kytara), Mike Gibbins (bicí), Tom Evans (baskytara) a Joey Molland (kytara). Získali uznání pro svůj vliv na žánr power popu během 70. let. Odhaduje se, že skupina prodala 14 milionů desek.

## Historie
Původně se kapela jmenovala the Iveys, ale později se přejmenovala na Badfinger. V letech 1968 až 1973 nahráli pět alb pod společností Apple Records.
Mezi nejznámější písně skupiny patří „No Matter What“, „Day After Day“ a „Baby Blue“. Některé písně skupině napsali Paul McCartney a George Harrison.
Po zrušení Apple Records se skupina potýkala s řadou právních, manažerských a finančních problémů, které měl na svědomí především jejich podvodný manažer Stan Polley. Tyto aspekty vedly k sebevraždě kytaristy Petea Hama. 
Ostatní členové se snažili obnovit svůj osobní i profesní život na pozadí soudních sporů, které na dlouhá léta vázaly výplaty autorských honorářů. 
Jejich další alba ztroskotávala na tom, že se Molland a Evans snažili oživit a zužitkovat odkaz Badfinger. Evans v roce 1983 spáchal sebevraždu a Gibbins v roce 2005 zemřel na mozkovou výduť.

## Členové

#### Nejznámější sestava
- Pete Ham – zpěv, kytara, klávesy (1961–1975, do jeho smrti)
- Mike Gibbins – bicí, perkuse, zpěv, klávesy (1965–1975, 1982–1984, zemřel v roce 2005)
- Tom Evans – zpěv, basová kytara, kytara (1967–1975, 1978–1983; zemřel v roce 1983)
- Joey Molland – zpěv, kytara, klávesy (1969–1974, 1978–1984)

#### Ostatní hudebníci
- David Jenkins – kytara, zpěv (1961–1967)
- Ron Griffiths – basová kytara, zpěv (1961–1969)
- Bob Jackson – klávesy, kytara, zpěv (1974–1975, 1984)
- Joe Tansin – kytara, zpěv (1978)
- Kenny Harck – bicí (1978)
- Bob Schell – kytara (1979)
- Tony Kaye – klávesy, varhany, klavír (1979–1981)
- Peter Clarke – bicí (1979)
- Ian Wallace – bicí (1979–1980, zemřel v roce 2007)
- Rod Roach – kytara (1980)
- Richard Bryans – bicí (1980–1981)
- Glen Sherba – kytara (1980–1981)
- Randy Anderson – kytara, zpěv (1984)
- Al Wodtke – basová kytara, zpěv

## Diskografie

#### Studiová alba
- Maybe Tomorrow (1969)